# Jan I van Châtillon
Jan I van Châtillon (Jugon, 5 februari 1345 - Lamballe, 16 januari 1404) was van 1384 tot aan zijn dood graaf van Penthièvre en burggraaf van Limoges. Hij behoorde tot het huis Châtillon.

## Levensloop
Jan I was de oudste zoon van Karel van Blois, hertog van Bretagne, en gravin Johanna van Penthièvre. Nadat Karel en Johanna in 1341 Bretagne hadden geërfd van haar oom Jan III van Bretagne, werd dit betwist door diens halfbroer Jan van Montfort. Bijgevolg brak de Bretonse Successieoorlog uit, waarbij Karel en Johanna het met Franse steun opnamen tegen Jan van Montfort en diens zoon Jan IV, die gesteund werd door Engeland.
Nadat zijn vader de Slag bij La Roche-Derrien had verloren, werden Jan en zijn jongere broer Gwijde als gijzelaars naar Engeland gestuurd. Vanaf 1356 zat hij gevangen in het kasteel van Gloucester. Jan werd pas in 1387 vrijgelaten nadat de Bretonse edelman Olivier V de Clisson 60.000 franken losgeld had betaald. Nadat zijn vader Karel in september 1364 sneuvelde in de Slag bij Auray en Jan IV van Montfort hierdoor de Bretonse Successieoorlog won, onderhandelde Jan samen met zijn moeder Johanna het Tweede Verdrag van Guérande, dat in april 1381 gesloten werd. Daarbij gaf Jan zijn aanspraken op Bretagne op in ruil voor een grote schadevergoeding.
In 1384 werd hij na de dood van zijn moeder graaf van Penthièvre en burggraaf van Limoges. Zolang hij in Britse gevangenschap zat, stelde Jan Olivier V de Clisson aan als beheerder van zijn domeinen. Toen in 1397 zijn neef Gwijde II van Blois stierf, erfde hij eveneens landerijen in Avesnes, Landrecies en Nouvion-en-Thiérache, evenals enkele landerijen in het graafschap Vlaanderen. Ook erfde hij in 1400 de landerijen van zijn broer Hendrik, die zonder nakomelingen was overleden. Bovendien was hij grootmeester van Frankrijk.
In januari 1404 stierf Jan I van Châtillon op 58-jarige leeftijd.

## Huwelijk en nakomelingen
Op 20 januari 1387 huwde hij met Marguerite van Clisson (1372-1441), dochter van Olivier V de Clisson. Ze kregen vijf kinderen:
- Olivier (1387-1433), graaf van Penthièvre
- Jan (1395-1453), graaf van Penthièvre
- Karel (overleden in 1434), baron van Avaugour
- Willem (overleden in 1455), graaf van Périgord
- Johanna (overleden in 1459), huwde eerst in 1407 met Robert de Dinan, heer van Moncontour, en daarna in 1448 met Jean III de Harpedene, heer van Belleville